# Palazzo San Giacomo
El Palazzo San Giacomo, o simplemente el Ayuntamiento de Nápoles, es un palacio neoclásico situado en la Piazza del Municipio de Nápoles, Italia, frente al Maschio Angioino, entre los barrios Porto y San Ferdinando. Es la sede de la administración municipal de la ciudad.

## Historia
En 1816 el rey Fernando I de Borbón, después de recuperar el poder sobre todo el Sur de Italia y Sicilia con el título de rey de las Dos Sicilias, decidió realizar un gran edificio que albergase todos los ministerios del Estado borbónico, los cuales estaban dispersos en varias sedes. El verdadero promotor de la iniciativa fue sin embargo el primer ministro Luigi de' Medici di Ottajano, quien confió el encargo de proyectar el nuevo edificio a los arquitectos Antonio de Simone, Vincenzo Buonocore y Stefano Gasse con un decreto real del 18 de junio de 1816. Sin embargo fue solo Stefano Gasse, junto con su hermano Luigi, también arquitecto, quienes lo hicieron efectivo.
La manzana donde se debía construir el nuevo palacio, delimitada por la Via Toledo, la Via San Giacomo, la Via della Concezione (llamada desde 1877 Via Paolo Emilio Imbriani) y el Largo di Castello (actual Piazza del Municipio) pertenecía a la congregación de nobles españoles que tenía su sede en la Iglesia de Santiago de los Españoles (San Giacomo degli Spagnoli); la congregación tenía en este lugar, además de la iglesia, un hospital, un convento y un banco. Además, había otra estructura religiosa, el Monasterio de la Concezione con su iglesia anexa, situado en la esquina entre la Via Toledo y la Via della Concezione, pero también muchas casas privadas. Esto fue un gran obstáculo al avance de las obras de construcción, que empezaron en 1819, pero no fueron completadas hasta 1825.
Los ministerios albergados en el nuevo palacio eran siete: Presidencia y Asuntos Exteriores, Gracia y Justicia, Asuntos Eclesiásticos, Policía General, Guerra, Marina y Finanzas. También albergaba la Bolsa de Cambios, el Banco delle Due Sicilie (posteriormente Banco di Napoli), la Prefectura de Policía (posteriormente Questura), la Gran Corte de Cuentas y otras funciones.

## Arquitectura

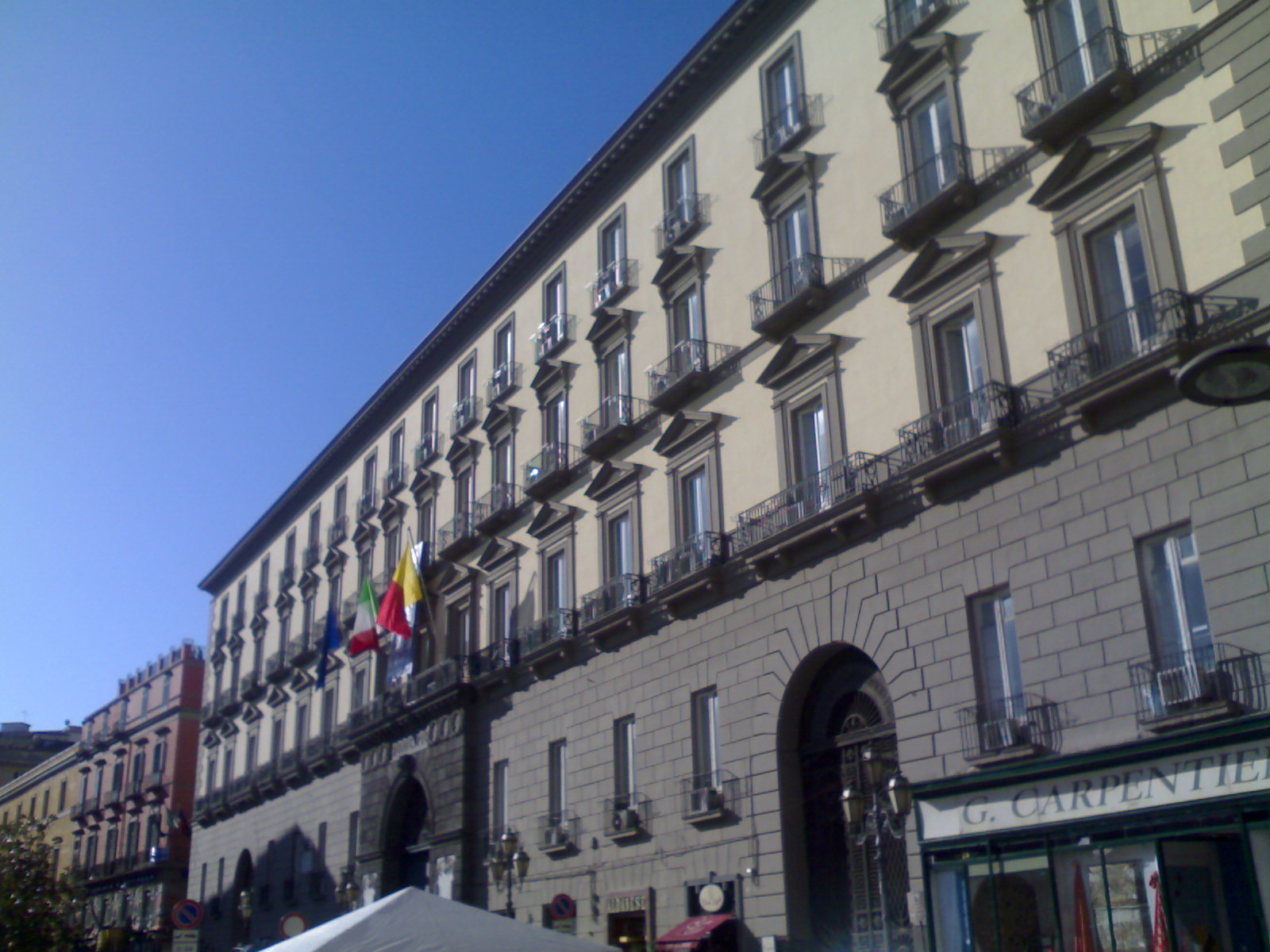
La fachada del palacio.

Cuando terminaron las obras del palacio, este contaba con 816 habitaciones y 10 pasillos, que le hacían uno de los palacios más grandes de Europa. Stefano Gasse estudió con gran atención el problema de la diferencia de altura entre la Via Toledo, más alta, y el Largo di Castello, más bajo, realizando en la fachada meridional, que es la principal, un alto basamento almohadillado, que comprendiera también la Iglesia de San Giacomo, la cual, demolida la fachada, fue englobada en el edificio, pasando a constituir uno de los tres portales presentes en la fachada, el tercero desde la izquierda. En ambas calles laterales Gasse dispuso dos portales de acceso.
A los lados del portón central, que permite el acceso al palacio y se diferencia de los otros porque está en relieve, se colocaron dos placas que recordaban la construcción del palacio, sustituidas tras la unificación italiana por dos placas que recuerdan a los mártires de la revolución napolitana de 1799.
La fachada septentrional, hacia la Via Toledo, era idéntica a la meridional, con la diferencia de que era más baja debido al diferente nivel de la calle (tenía solo dos plantas) y presentaba solo dos portales. En la parte septentrional se dispusieron los oficinas económicas. A finales de los años treinta del siglo XX, esta parte fue reconstruida por Marcello Piacentini para realizar la nueva sede del Banco di Napoli.

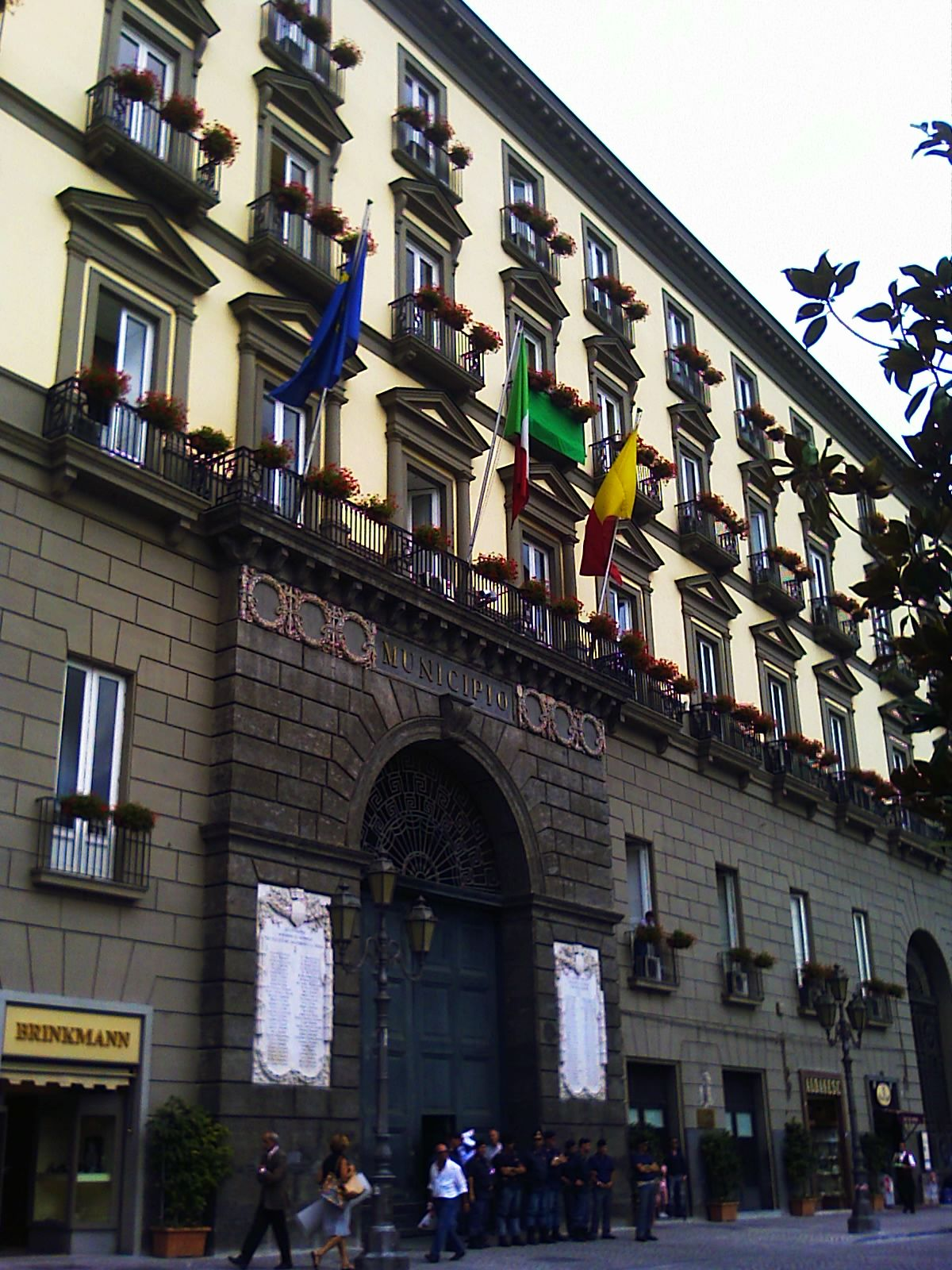
Detalle del portón central.

Las decoraciones del palacio son todas de estilo neoclásico. Tras entrar en el portal central, un amplio vestíbulo decorado a casetones conduce a las escaleras que dan acceso a las otras plantas. En cuatro hornacinas en sus esquinas el escultor Antonio Calì realizó otras tantas estatuas: en las hornacinas de la entrada se colocó a la izquierda la estatua de Roger II de Sicilia, fundador del reino independiente, y a la derecha la de Federico II Hohenstaufen, fundador de la primera estructura gubernamental fuerte del reino. En las hornacinas a la altura de la doble rampa de escaleras había estatuas de Fernando I y de su hijo Francisco I: el primero fue el ideador del palacio, el segundo fue el rey que vio concluir las obras. También estas fueron retiradas tras la unificación italiana y sustituidas por dos estatuas alegóricas anónimas, realizadas por el escultor Francesco Liberti en 1869. Antonio Calì realizó también una estatua que representa a Flavio Gioia, colocada en la gran sala de la Bolsa de Cambios, la cual fue destruida durante la construcción del edificio del Banco di Napoli.
Tras subir por las escaleras, después de encontrar en una hornacina a la izquierda del primer rellano intermedio el busto del aviador Ugo Niutta, en el centro del entresuelo está situado el busto de mármol y piperno de Parténope, llamado más frecuentemente 'a capa 'e Napule, cuyo lugar de descubrimiento es incierto (quizá en la zona de Anticaglia o en la de los Incurabili), posteriormente colocada en la zona de San Giovanni a Mare, donde sufrió varias veces la mutilación de la nariz, y finalmente colocada en su ubicación actual por Achille Lauro. En la segunda planta se custodian otros bustos en las estancias que conducen a la sala del consejo municipal y a la del alcalde, que representan a las medaglie d'oro (medallas de oro) napolitanas de la Primera Guerra Mundial: Gaetano Carolei, Edgardo Cortese, Mario Fiore, Raffaele Libroia, Giuseppe Orsi y Maurizio De Vito Piscicelli.
Finalmente, debe recordarse que Stefano Gasse proyectó y realizó en el palacio la primera galería cubierta de cristal de la ciudad: unía directamente, pasando por el interior del palacio, la Via Toledo y la Piazza del Municipio. Se accedía a ella pasando bajo la doble rampa de escaleras. Desapareció con la construcción del Palazzo del Banco di Napoli de Piacentini y actualmente se conserva solo un pequeño tramo de ella.